# 天光社
株式会社天光社（かぶしきがいしゃてんこうしゃ）は、福岡県福岡市南区にある葬祭業企業。

## 沿革
1955年（昭和30年）6月に柳川市で創業した。
本部機能は、2011年（平成23年）10月に久留米市。
2016年（平成28年）8月に福岡市中央区天神と移転した。
2018年（平成30年）9月より福岡市南区大橋に所在している。
2009年より中部(岐阜県)、関西（大阪府・兵庫県）、関東（東京都）へ出店を続ける。
2020年4月に44ホールとなる。
2017年春に大手金融会社が買収し、オーナーとなった。

## 営業拠点

### 直営会館

#### 【天光社】ブランド
- 天光社 小保式場（福岡県大川市）
- 天光社 郷原式場（福岡県大川市）
- 天光社 三橋式場（福岡県柳川市）
- 天光社 かまち式場（福岡県柳川市）
- 天光社 宮永式場（福岡県柳川市）
- 天光社 大和式場（福岡県柳川市）
- 天光社 瀬高式場（福岡県みやま市）
- 天光社 みやま式場（福岡県みやま市）

#### 【千の風】ブランド
- 家族葬 千の風 小頭式場（福岡県久留米市）
- 家族葬 千の風 国分式場（福岡県久留米市）
- 家族葬 千の風 花畑式場（福岡県久留米市）
- 家族葬 千の風 大木ホール（福岡県三潴郡大木町）
- 家族葬 千の風 宮永式場（福岡県柳川市）
- 家族葬 千の風 三橋ホール（福岡県柳川市）
- 家族葬 千の風 池田式場（大阪府池田市）
- 家族葬 千の風 東豊中式場（大阪府豊中市）
- 家族葬 千の風 豊中服部式場（大阪府豊中市）
- 家族葬 千の風 豊中ロマンチック街道式場（大阪府豊中市）
- 家族葬 千の風 吹田式場（大阪府吹田市）
- 家族葬 千の風 枚方式場（大阪府枚方市）
- 家族葬 千の風 東大阪八戸ノ里式場（大阪府東大阪市）
- 家族葬 千の風 東大阪瓢箪山式場（大阪府東大阪市）
- 家族葬 千の風 守口大日ホール（大阪府守口市）
- 家族葬 千の風 東淀川式場（大阪府大阪市東淀川区）
- 家族葬 千の風 生野勝山ホール（大阪府大阪市生野区）
- 家族葬 千の風 箕面式場（大阪府箕面市）
- 家族葬 千の風 寝屋川西式場（大阪府寝屋川市）
- 家族葬 千の風 堺浅香山ホール（大阪府堺市北区）
- 家族葬 千の風 八尾太子堂ホール（大阪府八尾市）
- 家族葬 千の風 西宮瓦木式場（兵庫県西宮市）
- 家族葬 千の風 西宮甲子園式場（兵庫県西宮市）
- 家族葬 千の風 伊丹昆陽式場（兵庫県伊丹市）
- 家族葬 千の風 伊丹大鹿式場（兵庫県伊丹市）
- 家族葬 千の風 尼崎南武庫之荘ホール（兵庫県尼崎市）
- 家族葬 千の風 尼崎中央式場（兵庫県尼崎市）
- 家族葬 千の風 尼崎武庫之荘東ホール（兵庫県尼崎市）
- 家族葬 千の風 宝塚式場（兵庫県宝塚市）
- 家族葬 千の風 川西加茂ホール（兵庫県川西市）
- 家族葬 千の風 則武式場（岐阜県岐阜市）
- 家族葬 千の風 加納式場（岐阜県岐阜市）
- 家族葬 千の風 本巣式場（岐阜県本巣市）
- 家族葬 千の風 瑞穂北方式場（岐阜県本巣郡北方町）
- 家族葬 千の風 八王子斎場くぬぎだ（東京都八王子市）
- 家族葬 千の風 八王子斎場ふじもり（東京都八王子市）
- 家族葬 千の風 青梅斎場ちがせ（東京都青梅市）
- 家族葬 千の風 青梅斎場しんまち（東京都青梅市）

### 相談所
- 千の風 お葬式相談窓口（東京都八王子市）
- memoria×千の風 お葬式相談窓口(兵庫県伊丹市)

## 決算情報
- 決算末日　2019年5月31日　純利益　8874万円
- 決算末日　2020年5月31日　純利益　7749万5000円